# Ognjena korala
Ognjene korale (znanstveno ime Millepora) so skupina kolonijskih trdoživnjakov, na videz podobne pravim koralnjakom, ki prebivajo na koralnih grebenih Atlantskega, Indijskega in Pacifiškega oceana ter Karibskega morja.

## Telesne značilnosti
Ognjene korale imajo svetlo rumeno-zeleno do rjavo ogrodje in rastejo v obliki grmičkov ali kupol na skalah in koralah do globine 40 m. Zunanje ogrodje je zgrajeno iz apnenca. Polipi trdoživnjakov, torej tudi polipi ognjenih koral, so za razliko od polipov koralnjakov mikroskopske velikost in so večinoma obdani z zunanjim ogrodjem ter med sabo povezani s številnimi majhnimi kanali. Na razmeroma gladki površini ogrodja so vidne številne majhne odprtine (pore) dveh vrst: daktilopore in gastropore. Iz tega izhaja znanstveno ime Milleropora, ki dobesedno pomeni »tisoč odprtin«. 

## Življenjski prostor in način življenja
Prebivajo na koralnih grebenih v vseh tropskih in subtropskih morjih. Ponekod tvorijo obsežne kolonije, ki dominirajo nad ostalimi koralami. 
Iz daktilopor štrlijo dolge in tanke dlačice, ki so del t. i. »obrambnih« polipov. Na dlačicah se nahajajo številne ožigalne celice (nematociste), s katerimi ujamejo in onesposobijo plen, ki ga nato pričnejo prebavljati prebavni polipi v gastroporah. Ognjene korali poleg tega živijo v sožitju z algami iz rodu Symbiodinium, ki preko fotosinteze korale preskrbujejo s hranili, v zameno za to pa jih korale ščitijo in omogočajo ugodno mesto za dostop do sončne svetlobe.
Na ognjene korale se pogosto naselijo mnogoščetinci Spirobranchus giganteus, ki v koralo izvrtajo luknjo in zgradijo cevko, v kateri varno bivajo, navzven pa štrlita dve lovki s peresastimi izrastki, ki sta podobni »božičnemu drevescu«.

## Razmnoževanje
Razmnoževanje ognjenih koral vključuje stadij polipa ter stadij meduze in je tako bolj zapleteno kot pri drugih koralah na grebenih. Z brstenjem na polipih nastanejo ličinke, imenovanje efire, ki se od polipov nato odcepijo. Iz efir se razvije stadij meduze, ki se razmnožuje spolno z zunanjo oploditvijo. Iz oplojenih jajčec se razvijejo prosto plavajoče ličinke (planule), ki se naselijo na morskem dnu in ustvarijo nove kolonije. Ognjene korale se razmnožuje tudi nespolno s fragmentacijo.

## Strupenost
Glavna sestavina strupa ognjenih koral je visoko-molekularna beljakovina, ki je bila izolirana iz M. alcicornis in M. tenera. In vitro ima toksin hemolitične lastnosti ter povzroča nekrozo kože. Raziskave so sicer težavne zaradi velike nestabilnosti te beljakovine.
Potapljači, pa tudi kopalci, nemalokrat zamenjajo ognjene korale z morsko travo, zato so ožigi dokaj pogosti. Po dotiku se takoj pojavi bolečina, ki je podobna ožigu klobučnjakov, prizadeti del kože pordi in malo zateče. Ravno po tej »zloglasni« bolečini so ognjene korale tudi dobile svoje ime. Hujša reakcija se pojavi na občutljivejših deli kože, kot so ustnice ter predeli okoli oči in spolovil. V nekaterih primerih se pojavi koprivnica (urtikarija), ki pa po enem dnevu po navadi izgine. Simptomi ožiga hitro minejo, vendar lahko vztrajajo tudi do nekaj dni.
Najboljša preventiva je izogibanje dotika z ognjenimi koralami. Kožo pred ožigom lahko ščitijo že oblačila, ki morajo pokrivati izpostavljene ude. Zaradi navadno blage simptomatike prva pomoč ob ožigu ni potrebna. Ob hujših oziroma vztrajajočih simptomih je na prizadeti del kože priporočljivo nanesti kis ali 40-70 % izopropilni alkohol.

## Ogroženost
Tako kot drugi organizmi, ki prebivajo na koralnih grebenih, so tudi ognjene korale ogrožene zaradi človeških posegov v naravo, kot so nalaganje kopenskega sedimenta, onesnaževanje, nenadzorovan ribolov, ki poškoduje krhko strukturo koral in povzroči prekomerno razmnoževanje alg zaradi pomanjkanja rib, potapljaške aktivnosti, lov eksotičnih vrst koralnih rib za akvarije, ki se rade skrivajo med ognjenimi koralami ipd.